# انتخابات سراسری پاکستان (۲۰۱۸)
انتخابات سراسری پاکستان (۲۰۱۸) انتخاباتی سراسری در کشور پاکستان بود که در ۲۵ ژوئیهٔ ۲۰۱۸ میلادی برابر با ۳ مرداد ۱۳۹۷ برگزار شد. در این انتخابات، اعضای مجمع ملی پاکستان انتخاب شدند و آن‌ها، رئیس‌جمهور و نخست‌وزیر این کشور را برای مدت پنج سال انتخاب می‌کنند. همچنین در این انتخابات، اعضای چهار مجمع استانی در پنجاب، سند، بلوچستان، و خیبر پختونخوا نیز مشخص شدند.
در این انتخابات، حزب تحریک انصاف به‌رهبری عمران خان توانست اکثریت آرا را به خود اختصاص دهد و با کسب ۱۱۶ کرسی توانست پیروز انتخابات باشد. مسلم لیگ شاخهٔ نواز به‌رهبری شهباز شریف ۶۴ کرسی، حزب مردم به‌رهبری بلاول بوتو زرداری ۴۳ کرسی، دیگر احزاب کوچک‌تر ۳۴ کرسی، و نامزدهای مستقل نیز ۱۳ کرسی را تصاحب کردند.

## پیش‌زمینه

### انتخابات ۲۰۱۳
در پی انتخابات سراسری سال ۲۰۱۳، مسلم لیگ پاکستان (نواز) به‌رهبری نواز شریف، توانست ۱۶۶ کرسی از ۳۴۲ کرسی موجود در مجمع ملی پاکستان را تصاحب کند. اگرچه این تعداد کرسی کمتر از میزان کرسی‌های اکثریت بود، ولی پس از پیوستن چندین حزب به مسلم لیگ، شریف توانست دولت تشکیل دهد. در طول تبلیغات انتخاباتی، انتظار می‌رفت که حزب تحریک انصاف به‌رهبری عمران خان بتواند موفقیت چشم‌گیری در آرا کسب کند، اما این حزب کمتر از انتظارات ظاهر شد و تنها صاحب ۳۵ کرسی شد و به سومین حزب بزرگ در مجمع ملی پاکستان تبدیل گردید و توانست دولتی ائتلافی در استان خیبر پختونخوا تشکیل دهد.

### راهپیمایی آزادی (۲۰۱۴)
حزب تحریک انصاف پاکستان در ابتدا نتایج انتخابات سال ۲۰۱۳ را پذیرفت، اگرچه آن‌ها خواستار بازشماری دستی آرا در چندین حوزهٔ انتخاباتی که احتمال تقلب در آن‌ها وجود داشت بودند. علی‌رغم اینکه ۲٫۱۰۰ برگهٔ رأی سفید ارائه شده‌بود و نشان از تقلب مسلم لیگ و استفاده از این اوراق سفید را می‌داد، این درخواست توسط دولت یا دادگاه عالی پاسخ داده‌نشد. یک «راهپیمایی آزادی» توسط عمران خان در ۱۴ اوت ۲۰۱۴ آغاز شد که هدفش تقاضای برگزاری انتخابات زودهنگام بود. این راهپیمایی به‌مدت ۱۲۶ روز ادامه یافت، که با پیش‌آمدن حمله به مدرسهٔ پیشاور، خان مجبور شد به‌دلیل «اتحاد ملی»، این راهپیمایی را پایان دهد.
در نهایت، با تشکیل کمیسیون قضایی توسط دولت و صدور یک فرمان علنی، اتهامات مربوط به تقلب در رأی‌گیری مورد بررسی قرار گرفت و نتیجهٔ آن این بود که انتخابات به شیوه‌ای آزاد و عادلانه انجام شده‌است.

### رسوایی اسناد پاناما و رد صلاحیت نواز شریف
در ۳ آوریل ۲۰۱۶ کنسرسیوم بین‌المللی روزنامه‌نگاران تحقیقی، ۱۱٫۵ میلیون سند محرمانه که بعدها به اسناد پاناما مشهور شدند را منتشر کرد. این اسناد که از شرکت وکالتی موساک فونسکا به بیرون درز کرده‌بودند، شامل جزئیاتی از هشت شرکت فرادریایی مرتبط با خانوادهٔ نواز شریف، نخست‌وزیر پاکستان و برادر او شهباز شریف، وزیر اعلی پنجاب بودند. براساس این اسناد، فرزندان شریف، مریم نواز، حسن نواز، و حسین نواز «صاحبان یا صاحب حق ثبت معاملات چندین شرکت بودند».
شریف از دادن استعفا امتناع کرد. در عوض، کوشید تا یک کمیسیون قضایی تشکیل دهد. با این حال، این کار انجام نشد، و سلسلهٔ اقدامات به این امر منجر گردید که عمران خان رهبر اپوزیسیون، در روز ۲۹ اوت، شکایتی علیه نواز شریف به اتهام پول‌شویی و فساد در دادگاه عالی پاکستان را تنظیم کند تا شریف از نخست‌وزیری و به‌عنوان عضو مجمع ملی رد صلاحیت شود. دیگر رهبران سیاسی همچون شیخ راشد و سراج‌الحق نیز از این شکایت پشتیبانی کردند.
در ۲۰ آوریل ۲۰۱۷، دادگاه عالی پاکستان با آرای ۳–۲، با رد صلاحیت شریف مخالفت کرد ولی به جای آن، خواستار ایجاد یک تیم تحقیق مشترک شد که این اتهامات را بررسی کند. علی‌رغم اختلافات، در ۱۰ ژوئیه ۲۰۱۷، تیم تحقیق مشترک یک گزارش ۲۷۵ صفحه‌ای را به دادگاه ارائه داد. این گزارش از دفتر پاسخگویی ملی درخواست کرد که پرونده‌ای علیه شریف، دخترش مریم، و پسرانش تحت بخش ۹ فرمان پاسخگویی ملی را تنظیم کند.
در ۲۸ ژوئیهٔ ۲۰۱۷، دادگاه عالی پاکستان بر اساس جزئیات و مطابق با بند ۶۲ و ۶۳ قانون اساسی این کشور، که نمایندگان این کشور باید با مردم صادق و امین باشند؛ رأی به رد صلاحیت شریف دادند. در نتیجه، صلاحیت نواز شریف به‌عنوان نمایندهٔ پارلمان رد شد و به همین دلیل او دیگر نمی‌تواند به‌عنوان نخست‌وزیر به فعالیت بپردازد.

## سیستم انتخاباتی
۳۴۲ عضو مجمع ملی پاکستان با دو روش انتخاب می‌شوند؛ ۲۷۲ کرسی در حوزه‌های انتخابی تک عضو با نظام انتخاباتی نخست‌نفری انتخاب می‌شوند، یعنی برندهٔ مطلق انتخابات، نامزد حائز آرای بیشتر است؛ ۶۰ کرسی برای زنان و ۱۰ کرسی نیز برای اقلیت‌های مذهبی و قومی رزرو شده‌است، به این صورت که این کرسی‌ها از چرخهٔ انتخاب مستقیم کنار گذاشته شده، و احزابی که بیش ۵ درصد مجموع آرا را به خود اختصاص داده‌اند، به نسبت آرا می‌توانند شماری از زنان یا اقلیت‌های مذهبی را برای عضویت در مجمع ملی معرفی کنند. برای به‌دست‌آوردن اکثریت ساده، یک حزب باید ۱۳۷ کرسی را تصاحب کند.
انتخابات عمومی سال ۲۰۱۸ در پاکستان تحت محدودیت جدید حوزه‌های انتخاباتی برگزار خواهد شد که در نتیجهٔ سرشماری عمومی سال ۲۰۱۷ است. مطابق با اطلاعیهٔ صادرشده در ۵ مارس ۲۰۱۸، ناحیهٔ پایتختی اسلام‌آباد دارای ۳ حوزهٔ انتخاباتی، پنجاب ۱۴۱، سند ۶۱، خیبر پختونخوا ۳۹، بلوچستان ۱۶، و مناطق قبیله‌ای فدرال ۱۲ حورهٔ انتخاباتی در مجمع ملی پاکستان خواهند داشت.
به همین ترتیب، در مجامع استانی، پنجاب ۲۹۷، سند ۱۳۰، خیبر پختونخوا ۹۹، و بلوچستان ۵۱ حوزهٔ انتخاباتی خواهند داشت.

## احزاب رقیب

### مسلم لیگ پاکستان (نواز)
مسلم لیگ شاخهٔ نواز که یک حزب راست میانه به‌رهبری شهناز شریف است، در حال حاضر ۱۲۶ کرسی در مجمع ملی دارد. پس از رد صلاحیت شریف و افشای فسادهای حزب حاکم مسلم لیگ از طریق رسانه‌های عمومی در یک سال گذشته، تا حد زیادی این حزب به حاشیه رفته‌است. در واقع، مسلم لیگ بنا به دلایلی چند از جمله رسوایی انتشار اسناد پاناما، عملکرد نه‌چندان مثبت دولت مرکزی این کشور، برکناری دو تن از همراهان حزبی نخست‌وزیر سابق و چالش‌های دولت مرکزی در حوزهٔ اقتصاد، ضربه‌هایی جدی به خود زده‌است. در این شرایط، هر چند در انتخابات میان‌دوره‌ای اسفندماه ۱۳۹۶ حزب مسلم لیگ نواز موفق شد در ایالت پنجاب، پیروزی شگفت‌آوری کسب نماید و نشان دهد هنوز در مرکز پنجاب دارای ریشه‌های قوی است؛ اما باید گفت همچنان از رویکرد تهاجمی تحریک انصاف ضربه می‌خورد و تعداد زیادی از نمایندگان حزب به اردوگاه عمران خان پیوسته‌اند.

### حزب مردم پاکستان
حزب چپ میانهٔ مردم پاکستان که اکنون ۳۳ کرسی در مجمع ملی دارد، توسط بلاول بوتو زرداری رهبری می‌شود که پس از ترور مادرش بی‌نظیر بوتو نخست‌وزیر پیشین پاکستان به رهبری این حزب رسید.
حزب مردم پاکستان به‌عنوان قدیمی‌ترین حزب سیاسی پاکستان از سوی ذوالفقار علی‌بوتو، پدر بی‌نظیربوتو، پایه‌گذاری شد؛ اما این نیروی سیاسی قدرتمند در پاکستان، ۷۶ کرسی را در انتخابات سال ۲۰۱۳ از دست داد. در این بین، آصف‌علی زرداری، رئیس‌جمهور سابق پاکستان و رهبر وقت حزب مردم، در سال ۲۰۱۴ جانب نواز شریف را گرفت و همین امر موجب شد که عمران خان، معاون و دیگر رهبران حزب انصاف، حزب مردم و شخص زرداری را به باد انتقاد گیرند و عملکرد ضعیف حزب مردم را سبب فقر و بیکاری در ایالت سند بدانند.
برخی معتقدند حزب مردم می‌تواند برندهٔ کرسی‌های بیشتری در منطقهٔ سند و کراچی باشد و در خیبر پختونخوا و بلوچستان نیز حزب ظرفیت بالقوه برای رأی دارد و می‌تواند به بیش از ۶۵ کرسی مجمع ملی پاکستان نائل شود؛ اما واقعیت ممکن است به‌گونه‌ای دیگر باشد. در این میان، باید توجه داشت که در پنجاب، حزب مردم پاکستان کمابیش جایگاهی محدود دارد و برتری گذشته‌اش در سند هم زیر سایهٔ عملکرد تهاجمی حزب انصاف است. در این راستاست که با وجود آنکه بلاول بوتو زرداری اعلام کرده‌بود اگر عمران خان از شهر کراچی در انتخابات شرکت کند، به‌گونه‌ای شکست خواهد خورد که هرگز فراموش نکند، برخی از رهبران تحریک انصاف معتقدند حزب مردم که سال‌ها شهر کراچی را با مشکلات مختلف روبرو کرده، نمی‌تواند بیش از ۲ یا ۳ سه کرسی در پارلمان به دست آورد و بیشترین بُرد متعلق به حزب خودشان خواهد بود.
به نظر می‌رسد بسیاری در حزب تحریک انصاف بر این نظرند که علی‌رغم حضور بلاول بوتو به‌عنوان رهبر جوان و بی‌تجربه در رأس حزب مردم و اینکه ایالت سند حداقل برای چندین دهه جولانگاه احزاب مردم بوده، حزب تحریک انصاف هر چند برای تعمیق نفوذ خود در ایالت سند با رقیب قدرتمندی روبرو است، اما بنا بر تحولات یک سال گذشته می‌توان از دامنهٔ قدرت حزب مردم کاست و با جذب سیاستمداران بیشتری از حزب مردم به حزب تحریک انصاف بر قدرت یاران عمران خان در آستانهٔ انتخابات افزود.

### حزب تحریک انصاف
حزب تحریک انصاف که یک حزب میانه‌رو است، در حال حاضر ۲۶ کرسی در مجمع ملی دارد و توسط عمران خان، بازیکن سابق کریکت رهبری می‌شود. این حزب با جذب حدود ۱۰۰ نماینده از دیگر احزاب برای نخستین‌بار مدعی قدرت در پاکستان شده و خود را رقیب جدی دو حزب مسلم لیگ نواز (حزب حاکم) و حزب مردم می‌بیند.
عمران خان، رهبر حزب تحریک انصاف، پس از ۳ سال تلاش بی‌وقفه، سرانجام حکومت نواز شریف را سرنگون کرد. در واقع، حزب تحریک انصاف در سال‌های گذشته همواره تلاش کرده تا رأی جوانان و طبقهٔ متوسط شهری را با وعدهٔ ریشه‌کنی فساد به خود جلب و خود را یک جنبش مردمی نشان دهد. در همین راستا، حزب تحریک انصاف ضمن مشاوره با متخصصین در حوزه‌های مختلف، برنامهٔ ۱۰۰ روزهٔ نخست دولت احتمالی خود را ارائه کرد. در این برنامه به موضوعات مهمی چون سیاست خارجی، اقتصاد عمومی، آموزش‌وپرورش، بهداشت و غیره پرداخته‌شده‌است. در همین بین، از یک‌سو تأکید عمران خان و حزبش بر نبود دموکراسی در احزاب سیاسی یا احزاب خانوادگی (گونه‌ای از سلطنت) و نقد سنت سلسله‌ای بودن سیاسی در پاکستان مشهود بوده و حزب وی تلاش کرده تا با حمله به دو حزب اصلی پاکستان جایگاه حزب تحریک انصاف در پاکستان را افزایش دهند. در واقع، تأکید عمران خان در مورد رد سیاست خاندانی، تأسیس پاکستان جدید، پیشبرد اصلاحات در کشور و مقابله با حاکمان شبه‌مافیایی موجب شده در عمل حزب خود را جایگزینی پاک و مهم برای آیندهٔ این کشور نشان دهد.
هر چند سران حزب مسلم لیگ با تمسخر برنامهٔ صد روزهٔ عمران خان و حزب تحریک انصاف، اعلام کردند این حزب عملکرد ضعیفی در ایالت خیبرپختونخوا ارائه کرده و توان مدیریت کشور را ندارد؛ اما مسلم است که حزب مسلم لیگ تحت فشار ثابت و گسترده‌ای قرار گرفته‌است.

### جنبش متحد قومی
این جنبش که ضد فئودالی و دارای گرایش‌های چپ است، توسط ساکنان شهری تحصیل‌کرده و غیرسنتی ایالت سند و به‌ویژه کراچی آغاز به کار کرد و دارای ۱۹ کرسی در مجمع ملی است و توسط فاروق ستار رهبری می‌شود.

## نظرسنجی‌ها
برای پیش‌بینی نتیجهٔ انتخابات، نظرسنجی‌های مختلفی در سطوح ملی و استانی در پاکستان انجام شده‌است که نتایج متناقضی را در پی داشته‌اند. به‌طور کلی اکثر نظرسنجی‌ها مسلم لیگ را پیشتاز، حزب تحریک انصاف را دوم، و حزب مردم را در جایگاه سوم نشان داده‌اند. در نظرسنجی سایت گالوپ، ۳۸ درصد از شرکت‌کنندگان در نظرسنجی این سایت در ماه می ۲۰۱۸، مسلم لیگ را پیروز انتخابات آتی دانستند و ۲۵ درصد نیز پیش‌بینی کردند که تحریک انصاف قدرت را در پاکستان به دست خواهد گرفت. دراین نظرسنجی حزب مردم تنها ۱۵ درصد از آرا را به خود اختصاص داد تا در نظر سنجی این سایت نیز رتبه سوم را به دست آورد.
روزنامهٔ دنیا نیز در ژوئن ۲۰۱۸ اقدام به برگزاری یک نظرسنجی در ایالت پنجاب که مهم‌ترین ایالت به حساب می‌آید کرد، طبق این پژوهش مسلم لیگ با کسب ۵۲ درصد از مجموع آرا رتبهٔ نخست را در اختیار دارد. پس از این حزب تحریک انصاف با کسب ۳۹ درصد در رتبهٔ دوم است و حزب مردم نیز تنها ۱ درصد از آرا را به خود اختصاص داده‌است.
ولی نتایج در جنوب پنجاب متفاوت است. بر اساس همین نظرسنجی در جنوب پنجاب، تحریک انصاف ۵۰ درصد و مسلم لیگ تنها ۳۷ درصد از آرا را به خود اختصاص داده‌اند. طبق این نظرسنجی، حزب مردم در ایالت سند بیشترین اقبال را دارد و توانسته ۵۳ درصد از آرا را به خود اختصاص دهد.
از سوی دیگر در ایالت خیبر پختونخوا، تحریک انصاف با ۵۴ درصد از آرا رتبهٔ نخست را در اختیار دارد و مسلم لیگ با کسب تنها ۱۶ درصد جایگاه دوم را به خود اختصاص داده‌است.
در مناطق هزاره‌نشین ایالت بلوچستان نیز تحریک انصاف با کسب ۵۶ درصد از آرا جایگاه نخست را در اختیار دارد و مسلم لیگ با ۳۳ درصد جایگاه دوم را به دست آورده‌است.

## نتایج

### مجمع ملی
|                           |                           |            |       |        |          |          |        |        |  |
| حزب                       | حزب                       | آرا        | ٪     | کرسی‌ها | کرسی‌ها   | کرسی‌ها   | کرسی‌ها | کرسی‌ها |  |
| حزب                       | حزب                       | آرا        | ٪     | عمومی  | رزرو شده | رزرو شده | مجموع  | +/–    |  |
| حزب                       | حزب                       | آرا        | ٪     | عمومی  | اقلیت‌ها  | زنان     | مجموع  | +/–    |  |
|                           | تحریک انصاف پاکستان       | ۱۶٬۸۵۱٬۲۴۰ | ۳۱٫۸۹ | ۱۱۶    |          |          |        |        |  |
|                           | مسلم لیگ پاکستان (ن)      | ۱۲٬۸۹۶٬۳۵۶ | ۲۴٫۴۰ | ۶۴     |          |          |        |        |  |
|                           | حزب مردم پاکستان          | ۶٬۹۰۱٬۶۷۵  | ۱۳٫۰۶ | ۴۳     |          |          |        |        |  |
|                           | مجلس عمل متحده            | ۲٬۵۴۱٬۵۲۰  | ۴٫۸۱  | ۱۲     |          |          |        |        |  |
|                           | جنبش متحد قومی            | ۷۲۹٬۷۶۷    | ۱٫۳۸  | ۶      |          |          |        |        |  |
|                           | مسلم لیگ پاکستان (ق)      | ۵۱۵٬۲۵۸    | ۰٫۹۷  | ۴      |          |          |        |        |  |
|                           | حزب عوام بلوچستان         | ۳۱۷٬۲۹۰    | ۰٫۶۰  | ۴      |          |          |        |        |  |
|                           | حزب ملی بلوچستان          | ۲۱۵٬۵۸۹    | ۰٫۴۱  | ۳      |          |          |        |        |  |
|                           | اتحاد بزرگ دموکراتیک      | ۱٬۲۵۷٬۳۵۴  | ۲٫۳۸  | ۲      |          |          |        |        |  |
|                           | حزب عوامی ملی             | ۸۰۸٬۲۲۹    | ۱٫۵۳  | ۱      |          |          |        |        |  |
|                           | مسلم لیگ عوام             | ۱۱۷٬۷۱۹    | ۰٫۲۲  | ۱      |          |          |        |        |  |
|                           | حزب جمهوری وطن            | ۲۳٬۳۹۷     | ۰٫۰۴  | ۱      |          |          |        |        |  |
|                           | تحریک لبیک پاکستان        | ۲٬۲۳۱٬۶۹۷  | ۴٫۲۲  | ۰      |          |          |        |        |  |
|                           | حزب عوام ملی پشتونخوا     | ۱۳۴٬۲۷۰    | ۰٫۲۵  | ۰      |          |          |        |        |  |
|                           | دیگر احزاب                | ۱٬۳۰۱٬۷۳۵  | ۲٫۴۶  | ۰      |          |          |        |        |  |
|                           | مستقل‌ها                   | ۶٬۰۱۸٬۱۸۱  | ۱۱٫۳۸ | ۱۳     |          |          |        |        |  |
| معوق                      | معوق                      | –          | –     | ۲      | –        | –        | ۲      | –      |  |
| نامعتبر/ آرای سفید        | نامعتبر/ آرای سفید        |            | –     | –      | –        | –        | –      | –      |  |
| مجموع                     | مجموع                     | ۵۲٬۸۶۱٬۲۷۷ | ۱۰۰   | ۲۷۲    | ۱۰       | ۶۰       | ۳۴۲    | ۰      |  |
| رأی‌دهندهای ثبت‌شده/ مشارکت | رأی‌دهندهای ثبت‌شده/ مشارکت |            | ۵۱٫۷  | –      | –        | –        | –      | –      |  |
| منبع: ECP                 |                           |            |       |        |          |          |        |        |  |